# سيلشي سيهين
سيلشي سيهين مواليد 29 يناير 1983، هو عداء مسافات طويلة إثيوبي. مثل بلاده في الأولمبياد وحصل على الميدالية الفضية في سباق 10000 متر في أثينا 2004. كما حقق ميداليات ذهبية في ألعاب عموم أفريقيا ونهائي ألعاب القوى العالمي.

## سجل المنافسة
| العام        | المسابقة                                | المكان            | المركز       | حدث          | ملاحظة       |
| يمثل إثيوبيا | يمثل إثيوبيا                            | يمثل إثيوبيا      | يمثل إثيوبيا | يمثل إثيوبيا | يمثل إثيوبيا |
| ------------ | --------------------------------------- | ----------------- | ------------ | ------------ | ------------ |
| 2002         | بطولة العالم للناشئين لألعاب القوى 2002 | كينغستون، جامايكا | 2            | 10,000 م     | 29:03.74     |
| 2003         | بطولة العالم لألعاب القوى 2003          | باريس             | 3            |              | 27:01.44     |
| 2003         | ألعاب عموم أفريقيا 2003                 | أبوجا             | 1            |              | 27:42.13     |
| 2003         | ألعاب أفرو-آسيوية 2003                  | حيدر آباد         | 1            | 10000 متر    | 27:48.40     |
| 2004         | الألعاب الأولمبية الصيفية 2004          | أثينا             | 2            |              | 27:09.39     |
| 2004         | نهائي ألعاب القوى العالمي               | مونت كارلو        | 1            |              | 13:06.95     |
| 2005         | بطولة العالم لألعاب القوى 2005          | هلسنكي            | 2            |              | 13:32.81     |
| 2005         | بطولة العالم لألعاب القوى 2005          | هلسنكي            | 2            |              | 27:08.87     |
| 2005         | بطولة العالم لنصف الماراثون             | إدمونتون          | 4            |              | 1:01:14      |
| 2007         | بطولة العالم لألعاب القوى 2007          | أوساكا            | 2            |              | 27:09.03     |
| 2008         | الألعاب الأولمبية الصيفية 2008          | بكين، الصين       | 2            |              | 27:02.77     |

## روابط خارجية
- سيلشي سيهين على موقع الاتحاد الدولي لألعاب القوى (الإنجليزية)
- سيلشي سيهين على موقع الدوري الماسي (الإنجليزية)
- سيلشي سيهين على موقع رابطة إحصائيات سباق الطريق (الإنجليزية)
- سيلشي سيهين على موقع اللجنة الأولمبية الدولية (الإنجليزية)
- سيلشي سيهين على موقع أوليمبيديا (الإنجليزية)